# Существенное многообразие
Существенные многообразия — особый тип замкнутых многообразий. 
Понятие было введено Громовым в исследовании систолического неравенства.

## Определение
{\displaystyle n}-мерное замкнутое многообразие {\displaystyle M} называется существенным, если существует асферическое топологическое пространство {\displaystyle K} и непрерывное отображение {\displaystyle M\to K} которое переводит фундаментальный калсс {\displaystyle M} в ненулевой класс гомологий {\displaystyle K}.
Иначе говоря, фундаментальный класс {\displaystyle [M]} определяет ненулевой элемент в гомологиях его фундаментальной группы {\displaystyle \pi _{1}(M)}.
Точнее, если {\displaystyle N} есть пространство Эйленберга — Маклейна типа {\displaystyle K(\pi _{1}(M),1)}, то отображение {\displaystyle M\to N} индуцирующее изоморфизм фундаментальных групп даёт нетривиальный гомоморфизм
{\displaystyle H_{n}(M)\to H_{n}(N).}
Здесь фундаментальный класс берётся в гомологиях с целыми коэффициентами, 
если многообразие ориентируемо, 
и коэффициентами по модулю 2 в противном  случае.

## Примеры
Все замкнутые поверхности (то есть 2-мерные многообразия) являются существенными, за исключением 2-сферы S2.
Вещественное проективное пространство {\displaystyle \mathbb {R} \mathrm {P} ^{n}} является существенным, поскольку включение {\displaystyle \mathbb {R} \mathrm {P} ^{n}\to \mathbb {R} \mathrm {P} ^{\infty }} является инъективным в гомологиях и {\displaystyle \mathbb {R} \mathrm {P} ^{\infty }=K(\mathbb {Z} _{2},1)} является пространством Эйленберга — Маклейна типа {\displaystyle K(\pi ,1)} конечной циклической группы порядка 2.
Все компактные асферические многообразия являются существенными (поскольку асферичность подразумевает, что многообразие само уже является пространством Эйленберга — Маклейна. В частности, все компактные гиперболические многообразия являются существенными.
Все линзовые пространства являются существенными.

## Свойства
- Связная сумма существенного многообразия с любым замкнутым многообразием существенна.
- Прямое произведение существенных многообразий существенно.
- Любое многообразие, допускающее отображение ненулевой степени в существенное, также является существенным.
- Для существенных многообразий выполняется систолическое неравенство.
  - Это свойство является первопричиной введения этого определения.